# Kepler-453b
Kepler-453b — екзопланета на орбіті подвійної зірки Kepler-453 у сузір’ї Ліра. Еекзопланети, що обертаються в подвійних зоряних системах вже за усталеною традицією називають «Татуїном», роблячи відсилання до рідної планети Люка Скай-Уокера з культового кіновсесвіту «Зоряні війни». Kepler-453b знаходиться в системі пари зірок: жовтого карлика, практично ідентичного нашому Сонцю і тьмяного і більш холодного червоного карлика. Компоненти системи Kepler-453 (світила) розташовані досить тісно один до одного і роблять повний обопільний оборот за 27 земних діб. Планета обертається навколо подвійної зірки кожні 240,5 дня.